# Cephalobyrrhus schuelkei
Cephalobyrrhus schuelkei är en skalbaggsart som beskrevs av Andreas Pütz 1998. Cephalobyrrhus schuelkei ingår i släktet Cephalobyrrhus och familjen lerstrandbaggar. Inga underarter finns listade i Catalogue of Life.